# Алдорино, Кайяне
Кайяне́ Алдори́но (англ. Kaiane Aldorino; род. 8 июля 1986 года) — гибралтарский политический деятель, мэр Гибралтара с 4 апреля 2017 года до 4 апреля 2019 года, обладательница титулов  «Мисс Гибралтар 2009» и «Мисс Мира 2009». Единственная в истории конкурса  «Мисс Мира» победительница из Гибралтара.

## Биография
Родилась в Гибралтаре, где проживает до сих пор. Прежде чем завоевать титул «Мисс Гибралтар», Кайяне пять лет проработала клерком в кадровой службе госпиталя Сан-Бернарда.
Как и большинство гибралтарцев, она знает два языка — английский и испанский. Ей нравится играть в нетбол.
С 14 лет — танцовщица группы Urban Dance Group, имеет опыт выступлений внутри страны и за границей. Она выступала по Гибралтару и в Испании, тренировалась танцевать модерн, хип-хоп и прочие стили. Пик танцевальной карьеры пришёлся на 2008 год, когда она принимала участие в конкурсе World Showdance Championships от Международной Организации Танцев в Ризе (Германия), где она выступала с Национальной Командой Гибралтара. Заняв 17-е место, они вошли в историю как первая команда из Гибралтара, прошедшая первый раунд категории Формационных танцев.

## Мисс Гибралтар 2009
27 июня 2009 года Кайяне, обойдя Кристлу Роббу, стала победительницей конкурса «Мисс Гибралтар 2009», который проходил в театре на открытом воздухе Alameda.

## Мисс Мира 2009

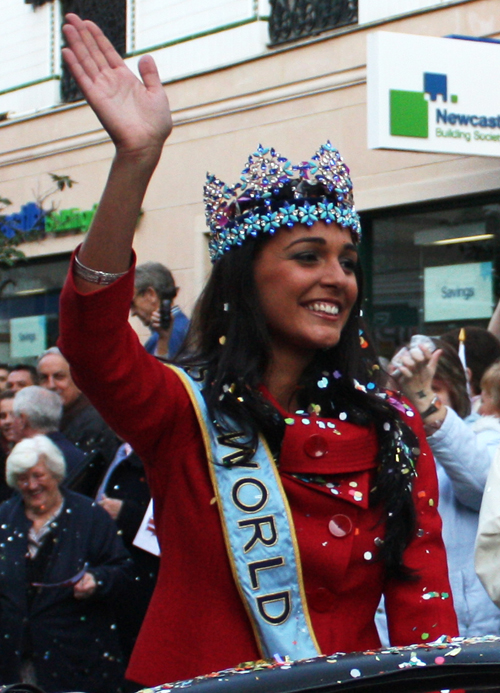
Мисс Мира 2009 на праздновании её возвращения.

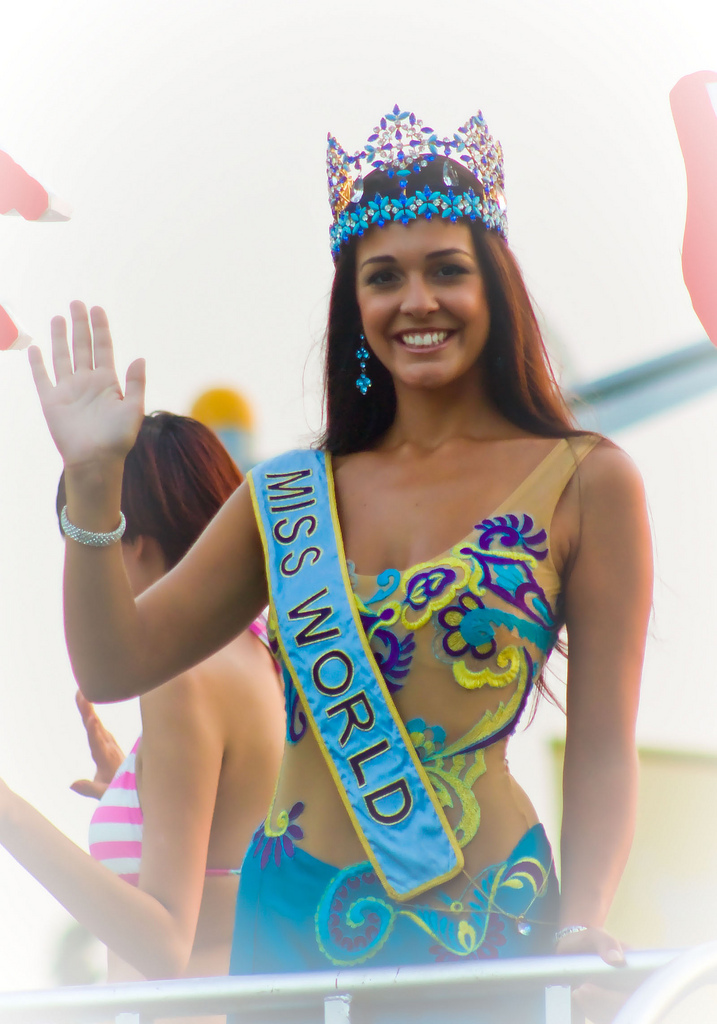
Мисс Мира 2009 в Шанхае.

12 декабря 2009 года Кайяне Алдорино стала первой в истории Мисс Мира из Гибралтара. Ещё 25 ноября она стала первой представительницей своей страны, прошедшей полуфинал международного конкурса красоты, получив титул «Мисс Пляж».
Сразу после того, как Кайяне была коронована предшественницей из России Ксенией Сухиновой, вся страна вышла на улицы и начала празднование. Народные массы махали флагом Гибралтара и пели песни, запускали фейерверки. Глава правительства Питер Кэруана обозначил её победу как «замечательное достижение для неё и для всей страны» и обещал ей королевское возвращение домой.

### Возвращение
15 декабря 2009 года правительство страны объявило, что Кайяне Алдорино прибудет частным самолётом из Лондона на следующий день. 16 декабря на пресс-релизе правительство детализировало событие возвращения на Родину: публичная встреча в аэропорте парадом, который пройдёт через главную улицу города, и Кайяне на открытой машине (подобно принцессе Диане и принцу Чарльзу при их визите на Гибралтар на медовый месяц). 17 декабря 2009 года Мисс Мира проехала вслед за парадом по главной улице (перед ней шёл Королевский Полк), а затем появилась на балконе здания муниципалитета. Последовали конференция и приём в отеле Rock. Празднество завершилось фейерверком с Гибралтарской Гавани. Правительство также попросило все местные компании отпустить сотрудников домой с 16-18 часов, чтобы позволить им принять участие в праздновании.
Вышла замуж, сменила фамилию на Лопес.

## Мэр Гибралтара
4 апреля 2017 года парламентом Гибралтара была назначена на церемониальную должность Мэра Гибралтара.